# Brachaelurus
Brachaelurus is een geslacht van kraakbeenvissen uit de familie van de blinde haaien (Brachaeluridae).

## Soorten
- Brachaelurus colcloughi Ogilby, 1908 – Blauwgrijze blinde haai
- Brachaelurus waddi (Bloch & Schneider, 1801) – Blinde haai